# Mademoiselle Dubois
Marie-Madeline Blouin, död 1779, var en fransk skådespelare.  Hon var känd under artistnamnet Mademoiselle Dubois på Comédie-Française i Paris, där hon var engagerad 1759-1773. 
Hon spelade ofta prestigefyllda roller som hjältinnor i tragedier. Hon ansågs dock av samtida kritiker ha en medelmåttig förmåga, och mycket av hennes framgång ansågs bero på hennes skönhet. Hon omtalades för sina kärleksäventyr. 